# Pilar Isla Pera
Pilar Isla Pera (Osca, Aragó, 1947) infermera de pràctica avançada, referent en diabetis mellitus, primera doctora a Catalunya en Ciències de la infermeria i la segona de l'Estat espanyol. És reconeguda per la seva contribució a l'educació sanitària i la formació d'infermeres en l'àmbit de la diabetis i el trasplantament, així com pel seu lideratge en la modernització dels serveis d'infermeria de l'Hospital Clínic.

## Trajectòria professional
Es va traslladar a Barcelona per iniciar els estudis d'infermeria completant el primer curs a l'escola d'Infermeria de l'Hospital de la Santa Creu i Sant Pau i  els dos següents  a l'escola de l'Hospital Clínic. El 1968 va començar a treballar a l'Institut d'oftalmologia Barraquer on va coincidir amb Maria Llobet que en aquell moment era la directora d’Infermeria de l'institut. En poc temps va rebre l'oferta de Maria Villar directora d’infermeria de l’Hospital Clínic per ajudar a muntar el servei d'urgències, una tasca que va compaginar amb la seva feina a l'Institut Barraquer.
A partir de 1970, Isla es va incorporar de manera definitiva a l'Hospital Clínic, on va ocupar diverses responsabilitats en diversos serveis. El 1972, va ser nomenada directora d'Infermeria de l'Hospital Clínic per Pilar Masgrau una de les primeres reformes que va fer Masgrau va ser dissenyar un nou organigrama d'infermeria i va convocar la primera convocatòria de supervisores, en la qual Isla va resultar seleccionada per ocupar el lloc de supervisora del servei de ginecologia, càrrec que va mantenir de 1974 a 1977.
A principis de la dècada de 1980, va assumir la supervisió del servei d'endocrinologia i diabetis de l'Hospital Clínic. En aquest àmbit, va adquirir profunds coneixements sobre la complexitat de la diabetis, la diversitat de fàrmacs i tractaments, i la importància de la nutrició, les complicacions agudes i cròniques, l'activitat física i, especialment, la prevenció i educació en salut. Va col·laborar estretament amb el metge Daniel Figuerola, cap de Secció de diabetis, qui la va introduir en l'educació sanitària a pacients i familiars. Va participar activament en la creació dels primers cursos de formació diabetològica per a professionals sanitaris en col·laboració amb el Consell Assessor de la Diabetis i l' Institut d'Estudis de la Salut i amb el metge Josep Maria Martínez Carretero subdirector de l’IES preparen un conjunt d’activitats de formació de formadors per a formar equips de professionals.
El 1990, Pilar Isla va incorporar-se com a professora titular al Departament de Salut Pública de l'Escola Universitària d'Infermeria de la Universitat de Barcelona (PTEU). El 2006 va obtenir el grau de doctora en Ciències de la Infermeria amb la tesi Los procesos asistenciales en las personas trasplantadas, convertint-se en la primera infermera a Catalunya a assolir un doctorat en aquesta disciplina.

## Producció científica
A 2025 acredita trenta-sis articles a revistes, quinze  col·laboracions en obres col·lectives, dos llibres i, sis direccions de tesis.